# Балтійсько-фінські мови
Балтійсько-фінські мови, або фінські мови — мови, якими говорять на узбережжі Балтійського моря близько 7 мільйонів людей, є частиною уральської мовної сім'ї.
Основні сучасні представники балтійсько-фінських мов є фінська та естонська, офіційні мови своїх національних держав інші фінські мови в регіоні Балтійського моря: інгерманландська, карельська, людіцька, вепська, водська, якими розмовляють навколо Фінської затоки і озер Онезького і Ладозького. Вируська і сетуська є діалектами південноестонської мови у південно-східній Естонії та лівська мова у Латвії.
У 20-му столітті мовців лівської та водської лишилось менше, ніж 100 осіб. Мовці інших мов давно зникли.
Мянкіелі (у північній Швеції) і квена (у північній Норвегії) є діалектами фінської, через що скандинавські країни Швеція і Норвегія надали їм статус окремих мов. Вони є взаємно зрозумілі з фінською.

## Загальна характеристика
Балтійсько-фінські мови є синтетичними й аглютинативними на відміну від довколишніх індо-європейських (германських, слов'янських і балтійських) мов. Мови північної групи, як правило, більш синтетичні й аглюативні за мови південної групи.

## Фонетика і фонологія
- Наголос робиться на першому складі.
- Довжина звуків визначає значення слів, порівняйте фінські слова tuli (вогонь) tuuli (вітер) и tulli (офіс) (вогонь).
- Голосні вживаються частіше за приголосні. У фінський наприклад, на кожні 100 голосні припадає 96 приголосних. Для порівняння, в російський на 100 голосних припадає 150 приголосних, в німецький на кожні 100 голосних 177 приголосних[3].
- Мають багато дифтонгів. В естонський, наприклад вживаються дифтонги: iu, ei, ea, eo, äi, äe, äo, äu, öi, öe, öa, üi, õi, õe, õa, õu, ai, ae, ao, au, oi, oe, oa, ou, ui.

## Морфологія
- Відсутність граматичного роду.
- Багата система відмінків, порівняйте:

| фінська | карельська | вепська | іжорська | водська | естонська | лівська |
| ------- | ---------- | ------- | -------- | ------- | --------- | ------- |
| 15      | 12–13      | 17–18   | 13–14    | 14      | 14        | 8       |

- Існування спеціальних присвійних суфіксів (зберігається тільки в сучасній частині балтійсько-фінської мови), наприклад, у фінський: kirja-ni (моя книга), kirja-si (твоя книга), kirja-nsa (його книга), kirja-mme (наша книга), kirja-nne (ваша книга), kirja-nsa (їхня книга).
- Існування спеціального каузативного суфікса дієслова, порівняйте фінські дієслова: tappaa (вбивство) і tapa-ttaa (написати про вбивство).

## Синтаксис
- Основний порядок слів: SVO (підмет — присудок — додаток).
- Вираження заперечення за допомогою спеціального дієслова. Повне відмінювання негативного дієслова, наприклад у фінський: en lue (не читав), et lue (не читаєш), et lue (не читає), emme lue (не читаємо), ette lue (не читаєте), eivät lue (не читати).

## Лексика
- Відмінності в лексиці і особливості звукових систем окремих балтійсько-фінських мов перешкоджають взаєморозумінню, порівняйте:

| українська        | фінська   | карельська | вепська | іжорська | водська | естонська | лівська |
| ----------------- | --------- | ---------- | ------- | -------- | ------- | --------- | ------- |
| чоловік           | mies      | mies       | mužik   | meez     | meez    | mees      | mìez    |
| мати              | äiti      | emä        | mam     | emä      | emä     | ema       | jemà    |
| Я                 | minä      | mie        | minä    | miä      | miä     | mina/ma   | ma      |
| він / вона / воно | hän       | heän       | hän     | hän      | tämä    | tema/ta   | ta      |
| сказати           | sanoa     | sanuo      | sanuda  | sannoa   | sanoa   | ütelda    | ütl     |
| книга             | kirja     | kirja      | kirj    | kirja    | tširja  | raamat    | rōntəz  |
| білий             | valkoinen | valkoine   | vauged  | valkea   | valkea  | valge     | vālda   |
| камінь            | kivi      | kivi       | kivi    | kivi     | tšivi   | kivi      | kiuv    |